# Nicholas Graf
Nicholas Graf (* 9. Januar 1983) ist ein ehemaliger südafrikanischer Eishockeyspieler, der neben seiner aktiven Spielzeit Assistenztrainer der südafrikanischen Eishockeynationalmannschaft war.

## Karriere
Nicholas Graf begann seine Karriere bei den Krugersdorp Wildcats, für die er in der Gauteng Province Hockey League, einer der regionalen Ligen, deren Sieger den südafrikanischen Landesmeistertitel ausspielen, spielte. Nachdem er 2012 und den Großteil der Spielzeit 2013 beim Ligarivalen Johannesburg Vipers aktiv gewesen war, kehrte er für die letzten Spiele der Saison zu den inzwischen nach Johannesburg umgezogenen Wildcats zurück, bei denen er anschließend seine Karriere beendete.

### International
Graf stand zunächst bei den U18-Weltmeisterschaften 2000 in der Europa-Division 2 und 2001 in der Division III sowie bei den U20-Weltmeisterschaften der Division III 2001 und 2002 für Südafrika auf dem Eis.
Mit der Herren-Nationalmannschaft nahm er an den Welttitelkämpfen der Division III 2008 und der Division II 2012 teil.

### Trainer
Neben seiner aktiven Karriere fungierte Graf 2012 als Spielertrainer bei den Johannesburg Vipers und bei der Weltmeisterschaft 2013 als Assistenztrainer der südafrikanischen Nationalmannschaft, die in der Division III spielte.

## Erfolge und Auszeichnungen
- 2002 Aufstieg in die Division II bei der U20-Weltmeisterschaft der Division III
- 2008 Aufstieg in die Division II bei der Weltmeisterschaft der Division III
- 2013 Aufstieg in die Division II, Gruppe B, bei der Weltmeisterschaft der Division III (als Assistenztrainer)